# Tjust IF FF
Tjust IF FF är fotbollsföreningen inom Tjust IF från Gamleby/Loftahammar i Västerviks kommun i Småland/Kalmar län, bildad 2007 genom sammanslagning av Gamleby IF, Loftahammars IF. Föreningens damlag spelade i division 1 2022 medan herrlaget spelade i division V.

## Se vidare
- Tjust IF (huvudförening)